# Obwoluta

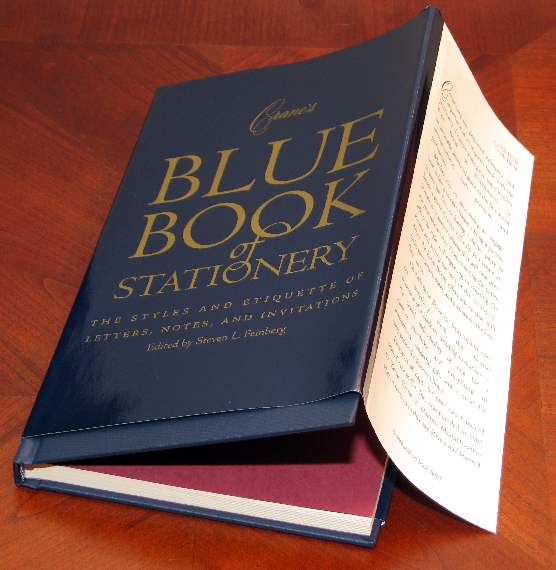
Obwoluta książki w twardej oprawie

Obwoluta (od łac. obvolvo – zakryć, zasłonić, okryć) – papierowa lub wykonana z tworzywa sztucznego okładka ochronna zakładana na właściwą okładkę książki, mająca zagięte brzegi (skrzydełka), zachodzące na wewnętrzne strony okładzin okładki.
Obwoluta jest drukowana tylko z jednej strony, stanowi ochronę okładki oraz spełnia funkcje informacyjno-reklamowe, jest drukowana na papierze wysokiej jakości i często jest lakierowana lub laminowana.
W przypadku okładki oklejanej płótnem, gładka obwoluta umożliwia użycie bogatszych środków graficznych. Obwoluta stanowi jedną płaszczyznę, nierozerwaną ani przez skrzydełka, ani przez grzbiet i może być wykorzystana do jednolitego projektu graficznego na całej swej powierzchni. Skrzydełka są wykorzystywane na noty biograficzne, streszczenia, cytaty, recenzje, informacje o serii wydawniczej, zapowiedzi wydawnicze itp.
Bywa, że obwoluta jest zupełnie przezroczysta, może być wykonana z tomofanu.
Obwoluta z tworzywa sztucznego może mieć zgrzane końce (kieszenie), wkłada się w nie okładziny okładki. Taki rodzaj obwoluty nie jest obwolutą skrzydełkową, lecz obwolutą kieszeniową.
Użycie obwoluty podnosi standard publikacji i świadczy o staranności edytorskiej wydawcy.